# Cnaeus Cornelius Lentulus (consul en -201)
Pour les articles homonymes, voir Cnaeus Cornelius Lentulus.
Cnaeus Cornelius Lentulus est un homme politique de la République romaine, membre de la branche des Cornelii Lentuli de la gens patricienne Cornelia. Il est le frère de Lucius Cornelius Lentulus, consul en 199 av. J.-C.
Il prend part comme tribun militaire en 216 av. J.-C. à la bataille de Cannes. Il est questeur en 212 av. J.-C. puis édile curule en 205 avec son frère Lucius.
En 201 av. J.-C., il est consul, avec P. Aelius Paetus comme collègue ; il commande la flotte romaine en Sicile ; leur consulat voit la conclusion du traité entre Rome et Carthage, mettant fin à la deuxième guerre punique,.